# Turó del Ran de la Part
El Turó del Ran de la Part és una muntanya de 1.464 metres que es troba al municipi d'Alins, a la comarca del Pallars Sobirà.